# Referendum o neovisnosti Slovenije
Referendum o neovisnosti Slovenije (tada dijela SFRJ-e) održan je 23. prosinca 1990. Referendumsko pitanje glasilo je: Jeste li zato da Republika Slovenija postane samostalna i neovisna država? (Ali naj Republika Slovenija postane samostojna in neodvisna država?) Neovisnost se morala izglasovati apsolutnom većinom. Od 1 457 020 glasača njih 88.5% glasovalo je za neovisnost, 4(.0)% protiv, 0.9% imali su nevažeće listiće, 0.1% je vratilo listiće, a 6.5% nije glasovalo. Slovenija je 25. lipnja 1991. proglasila neovisnost i ubrzo postala neovisna i međunarodno priznata država.